# Гість (фільм, 1987)
«Гість» — радянський художній фільм 1987 року режисера Олександра Кайдановського, за мотивами оповідання Хорхе Луїса Борхеса «Євангеліє від Марка».

## Сюжет
У маєток до молодої людини приїжджає друг. Господар, їдучи на кілька днів, залишає гостя в будинку, де також живуть троє слуг — керуючий батько і його дорослі син і дочка — темні селяни, невідомої національності, які забули свою мову і віру, але дуже забобонні. Гість, вивчаючи Біблію, читаючи її вголос, помітив, що всі троє дуже уважно його слухають, а наступного дня вони попросили повторити читання «Євангелія від Марка»…

## У ролях
- Леван Абашидзе — молода людина
- Микола Ісполатов — гість
- Леван Пілпані — слуга
- Світлана Панфілова — слуга
- Микола Кундухов — слуга

## Знімальна група
- Режисер-постановник і сценарист — Олександр Кайдановський
- Оператор-постановник — Сергій Юриздицький
- Художник-постановник — Марина Азізян